# Peregrine Mission One
Peregrine Mission One o Peregrine Lunar Lander, è un lander lunare costruito da Astrobotic Technology, selezionato dal programma Commercial Lunar Payload Services (CLPS) della NASA. Il lander è stato lanciato l'8 gennaio 2024 a bordo di un vettore a due stadi Vulcan Centaur, il nuovo lanciatore della United Launch Alliance (ULA). Il lander ha trasportato più carichi utili, per una capacità totale di 90 kg.
Si è trattato del lancio di debutto del lanciatore pesante Vulcan, il vettore dell'ULA successore dell'Atlas V, e della prima missione del programma Commercial Lunar Payload Services, nel quale la NASA finanzia e coinvolge aziende private per portare carichi utili sulla Luna. L'allunaggio era previsto per il 25 gennaio, il sito scelto dove sarebbe dovuto allunare il lander è Sinus Viscositatis, nella zona di Mons Gruithuisen Gamma e la missione sarebbe dovrebbe durare almeno 14 giorni terrestri, equivalenti a un giorno lunare.
Poco dopo la separazione dal lanciatore è avvenuto un guasto al sistema propulsivo che ha compromesso la missione principale, ossia l'allunaggio. Dopo sei giorni è stato deciso di far rientrare la sonda sulla Terra dove è stata distrutta nel rientro atmosferico il 18 gennaio 2024.

## Storia
Nel luglio 2017, Astrobotic raggiunse un accordo con la United Launch Alliance (ULA) per lanciare il lander Peregrine a bordo di un veicolo di lancio Vulcan Centaur, inizialmente previsto per luglio 2021.
Il 29 novembre 2018, Astrobotic venne ritenuta idonea dalla NASA per fornire carichi utili scientifici e tecnologici da mandare sulla Luna, nell'ambito del programma e nel maggio 2019 si aggiudicò il suo primo contratto con l'agenzia spaziale statunitense. Oltre ai carichi utili per la NASA, Peregrine trasporterà anche altri 14 carichi utili commerciali, tra cui anche piccoli rover, di cui uno dell'Università Carnegie Mellon chiamato Andy, alto poco più di un metro e con una massa di 33 kg.
Nel giugno 2021, il CEO di United Launch Alliance, Tory Bruno, ha annunciato che il volo inaugurale del Vulcan Centaur sarebbe stato rinviato al 2022 a causa di ritardi nei test del nuovo vettore spaziale. Il 23 febbraio 2023, l'ULA ha annunciato una data di lancio prevista del 4 maggio 2023, tuttavia dopo un'anomalia durante i test del Vulcan Centaur il 29 marzo, il lancio è stato rinviato a giugno-luglio, poi a dicembre 2023 e infine a gennaio 2024.

## Lander
Peregrine è larga circa 2,5 metri, alta 1,9 m e sarebbe in grado di trasportare fino a 265 kg di carico utile sulla superficie della Luna. La struttura della navicella è realizzata principalmente in lega di alluminio ed è riconfigurabile per missioni specifiche. Il suo sistema di propulsione è dotato di un gruppo di cinque propulsori a propellente ipergolico, ciascuno dei quali produce una spinta di 667 N. Questo sistema di propulsione è in grado di alimentare la sonda per eseguire la manovra di inserzione translunare, di effettuare le correzioni necessarie, inserirla in un un'orbita lunare ed effettuare una discesa morbida sulla superficie lunare. Per il controllo di assetto la sonda utilizza dodici propulsori (da 45 N ciascuno).
I suoi sistemi elettrici sono alimentati da una batteria agli ioni di litio ricaricata da pannelli solari in grado di generare una potenza di 480 watt. Radiatori e isolanti termici vengono utilizzati per smaltire il calore in eccesso, ma il lander non è dotato di unita riscaldanti a radio isotopi, quindi non è previsto che il primo lander Peregrine possa sopravvivere alla notte lunare, che dura 14 giorni terrestri. Le future missioni potrebbero essere adattate a tal fine.
Per le comunicazioni con la Terra, il lander utilizza frequenze diverse all'interno della gamma in banda X sia per il collegamento in uscita che per quello in entrata. Dopo l'atterraggio, un modem Wi-Fi da 2,4 GHz consente la comunicazione wireless tra il lander e i rover schierati sulla superficie lunare.

## Carichi utili
CLPS fa parte del programma strategico della NASA per stimolare gli investimenti commerciali nei servizi spaziali. La NASA quindi non prenota missioni CLPS complete, ma solo il trasporto di attrezzature sulla superficie lunare. Inoltre, i fornitori possono commercializzare liberamente la capacità che resta disponibile sui loro lander lunari.
I carichi utili della NASA sono:
- LETS (Linear Energy Transfer Spectrometer) del Johnson Space Center: un dispositivo per misurare le radiazioni sulla superficie per successive missioni con equipaggio.
- NIRVSS (Near-Infrared Volatile Spectrometer System) dell'Ames Research Center : uno spettrometro nel vicino infrarosso progettato per misurare l'umidità superficiale e sotterranea, nonché il contenuto di CO2 e metano sulla superficie lunare. Inoltre mapperà la morfologia e la temperatura della superficie.
- PITMS (Peregrine Ion-Trap Mass Spectrometer) del Goddard Space Flight Center: uno spettrometro di massa progettato per studiare l'esosfera lunare. Oltre alla NASA, anche l'ESA e la Open University sono coinvolte nello strumento.
- NSS (Neutron Spectrometer System) dell'Ames Research Center: uno spettrometro di neutroni progettato per cercare l'idrogeno nella regolite circostante.
- LRA (Laser Retro-Reflector Array) del Goddard Space Flight Center: otto catarifrangenti disposti su una calotta sferica, con l'aiuto dei quali è possibile determinare l'esatta posizione del lander da un'orbita lunare. [8°]
- NDL (Navigation Doppler Lidar) del Langley Research Center: un telemetro e un rilevatore lidar ad alta precisione per la discesa sulla superficie lunare.

Gli altri carichi utili sono:
- M-42 dell'Agenzia spaziale tedesca: un misuratore delle radiazioni per lo studio degli effetti dell'esposizione alle radiazioni durante le missioni a lungo termine.[13]
- TRN (Terrain Relative Navigation) di Astrobotic Technology: un sensore destinato a consentire atterraggi su corpi celesti con una precisione inferiore a 100 metri.
- COLMENA dell'Agencia Espacial Mexicana: 5 piccoli rover lunari, ciascuno di 12 cm di diametro.
- Iris dell'Università Carnegie Mellon: un rover lunare da 2 kg sviluppato dagli studenti e progettato per rimanere attivo per circa 2 giorni dopo l'atterraggio.[14]
- MoonArk dell'Università Carnegie Mellon: una capsula del tempo contenente opere di 18 università e organizzazioni.
- Un archivio della Arch Mission Foundation.
- Lunar Dream Capsule dell'azienda giapponese Astroscale: un contenitore con i messaggi di bambini di tutto il mondo.
- MoonBox di DHL: contenitore con alcuni piccoli oggetti che possono essere spediti a pagamento fino a gennaio 2021.
- Footsteps on the Moon dell'azienda britannica Lunar Mission One: impronte digitali su un supporto di memorizzazione.
- Spacebit Plaque: una targa della società britannica Spacebit.
- Memory of Mankind on the Moon: una targa della società ungherese Puli Space Technologies.
- Lunar bitcoin: un modello Bitcoin della società Bitmex con sede alle Seychelles.
- Bitcoin Magazine Genesis Plate: una targa su cui è incisa una copia del primo blocco Bitcoin.
- Contenitori di cenere delle società funebri spaziali Elysium Space e Celestis.

## Svolgimento della missione
Il lancio è avvenuto con successo l'8 gennaio 2024 alle ore 2:38 ora locale (EST) da Cape Canaveral, nel volo inaugurale del vettore Vulcan Centaur della United Launch Alliance.  I razzi a propellente solido si sono separati dal veicolo dopo 1 minuto e 50 secondi dal lancio. I motori BE-4 del primo stadio sono rimasti accesi fino a T+4:59, separandosi pochi secondi dopo. Dopo altri 16 secondi si è acceso lo stadio superiore Centaur, che è rimasto acceso per oltre 10 minuti, completando l'inserimento del veicolo in orbita terrestre bassa. Giunto nella giusta posizione in orbita terrestre, il Centaur si è riacceso per la seconda volta 43 minuti e 35 secondi dopo il lancio, per un tempo di 3 minuti, inserendo il veicolo in una traiettoria di trasferimento verso la Luna. Il lander Peregrine si è separato con successo dal Centaur a T+50:26.
Lo stadio Centaur dopo il distacco dalla sonda ha acceso un'ultima volta i propri propulsori per allontanarsi definitivamente dalla gravità terrestre e inserirsi in un'orbita eliocentrica. A bordo del razzo rimangono la maggior parte delle oltre 300 capsule della società funebre spaziale Celestis Inc., contenenti resti o DNA di persone storiche, tra gli altri quelli dei presidenti statunitensi George Washington e John Kennedy, di Gene Roddenberry, creatore di Star Trek e di altri attori legati alla serie televisiva, come Nichelle Nichols, James Doohan e DeForest Kelley.
Dopo il lancio, Peregrine ha iniziato una traiettoria che avrebbe dovuto portarla alla Luna in 46 giorni, durante i quali avrebbe effettuato delle accensioni per entrare in orbita selenocentrica e avvicinarsi lentamente alla superficie lunare. L'atterraggio era previsto per il 23 febbraio 2024.

### Perdita di propellente
Circa 7 ore dopo il lancio Astrobotic ha annunciato di aver riscontrato un'anomalia e che avrebbe dovuto effettuare una manovra non pianificata per orientare correttamente i pannelli solari in direzione del Sole. Nonostante la manovra sia riuscita, più tardi Astrobotic ha dichiarato che l'anomalia riguardava un guasto al sistema di propulsione, rivelatosi in seguito più grave del previsto quando è stata riscontrata una perdita di propellente tale da compromettere l'obiettivo primario, ovvero l'allunaggio.
Nei giorni seguenti Astrobotic ha comunicato giornalmente lo stato della sonda. La perdita di carburante sembra sia stata causata da una valvola malfunzionante che ha causato la rottura del serbatoio dell'ossidante. Inizialmente Astrobotic aveva comunicato che entro 40 ore sarebbe terminato il propellente per mantenere il controllo d'assetto. Con la minor pressione nei serbatoi la perdita di propellente è andata diminuendo giorno dopo giorno, e il 13 gennaio la sonda ha raggiunto l'orbita lunare, per poi far ritorno come previsto verso la Terra per un sorvolo che l'avrebbe portata a incontrare la Luna nelle settimane successive, anche se Astrobotic ha fin da subito escluso la possibilità di un allunaggio morbido. 
Nell'aggiornamento di Astrobiotic del 13 gennaio tuttavia sembra che la sonda abbia leggermente cambiato orbita rispetto al programma e che "probabilmente brucerà nell'atmosfera terrestre". L'ipotesi è stata confermata il giorno seguente, Astrobotic, sentito il parere della NASA e del governo statunitense, ha deciso di far impattare la sonda con l'atmosfera terrestre per non lasciare detriti nello spazio cislunare che potrebbero ostacolare le future missioni verso la Luna.
Il rientro atmosferico è avvenuto il 18 gennaio 2024; la sonda si è disintegrata sopra l'oceano Pacifico meridionale, nella zona chiamata punto Nemo, considerata il cimitero dei veicoli spaziali.